# Richard Törner
Richard Törner var en svensk målargesäll och kyrkomålare verksam under 1700-talet.
Törner var verksam som målargesäll i Göteborg och ansökte 1758 vid Göteborgs Målareämbete om mästarvärdighet. Av okända orsaker beviljades inte hans ansökan utan han tvingades fortsätta att arbeta som gesäll. Till hans mer kända och bevarade arbeten räknas takmålningarna i Ale-Skövde kyrka som han utförde 1759–1761. Takmålningen som har en blå botten är dekorerad med figurscener omgivna av eleganta rokokoramar. Figurscenerna består av två landskapsmålningar som skall symbolisera vinet och brödet, Den förlorade sonen och Synderskan, Kristus och den samaritiska kvinnan, Jakobs brottning och Jesus och den kananeiska kvinnan. Över koret har han målat ett draperi som bärs upp av två putti. Målningen avslöjar att Törner var en avancerad konstnär och troligen även utförde profana målningar. 